# Ранчо Кордова (Калифорния)
Ранчо Кордова (на английски: Rancho Cordova) е град в окръг Сакраменто в щата Калифорния, САЩ. Ранчо Кордова е с население от 56 355 жители (1.I.2006 г.) и обща площ от 59,10 км² (22,80 мили²). Ранчо Кордова се намира на 23,65 км (14,78 мили) източно от столицата Сакраменто. Населението на Ранчо Кордова по раси е: 66,66% бели, 11,34% негри, 0,95% индианци, 8,24% азиатци, 0,54% от тихоокеанските острови, 5,72% от други раси. Населението с латиноамерикански корен от която и да е раса съставлява 12,90% от населението.